# 송신소
송신소(送信所)는 방송국이나 무선국 등에서 전파 신호를 전달받아 특정 혹은 불특정 다수의 수신장치가 있는 범위내의 공간으로 송출하는 시설이다.

## 방송국의 경우
방송용의 송신소는 개별 방송사나 지역에 따른 사정으로 인해 여러 가지 차이가 있다. 방송용으로 할당하는 방송용전파(방송파)는 단파방송 등을 제외한 역사적 경위나 업무내용(방송구역이 원칙적으로 시·도 단위인 것 등)의 사정으로 인해 장거리 전송용의 주파수는 기본적으로 할당하지 않는다. 게다가 방송에는 시스템의 높은 신뢰성이 요구되므로 방송국의 송신소는 여러 가지 가청권역에 비해 대규모로 설치된다. 예를 들어, 중파(AM) 라디오 방송에서는 100kw의 고출력 송신에 100m 가까운 송신철탑(송신 안테나)을 설치하여 수도권 전체를 커버하는 경우가 있다. 또한 방송은 불특정 다수의 일방적인 정보전달, 즉 송신만을 하기 때문에 송신소는 다른 무선국의 그것보다도 규모를 불문하고 대체로 방송의 송신만 전담하는 경우가 많다.
방송국의 송신소에서는 연주소에서 무선(주로 마이크로웨이브) 혹은 유선회선에 의해 영상·음성신호를 전달받아 송신장비를 이용해 전파를 안테나에서 복사(輻射)한다. 또한 방송파의 송신에 사용되는 송신장비를 특히 방송기(broadcast transmitter)라고 부르는 경우가 많다.
대한민국의 지상파 텔레비전, 라디오 방송국은 방송국이 지정한 가청권역의 과반수를 담당하는 송신소와, 송신소에서 커버하지 못하는 난시청 지역에서 방송 서비스를 하는 중계소를 가진다. 보통 송신소는 대규모의 송신설비를 갖추고 있으며, 중계소는 송신소에 비하면 상대적으로 소규모의 중계장치만 갖추고 있는 경우가 많다. 또한 출력 1와트 내외의 소출력 라디오 방송국은 소규모 아마추어 무선국 정도의 송신시설로도 충분하기 때문에 연주소와 송신소가 병설되어 있는 경우도 있다.
AM라디오 방송용의 송신소 등을 제외한 다수의 송신소는 가청권역을 멀리까지 조망할 수 있는 산 정상에 설치되어 있다. 외국에서는 산이 아닌 평야에서 몇백미터 크기의 송신탑을 설치하는 경우도 있다. 송신소는 1개 방송사가 단독으로 소유하는 경우와 2개 이상의 방송사가 공동으로 소유하는 경우도 있으며, 종교방송·교통방송 등 특수방송의 경우에는 타 방송사의 송신소를 임대받는 경우도 있다.

### 회선
연주소에서 송신소로의 신호전송은 전기통신사업자가 부설하는 전용 유선회선, 방송사가 소유한 무선회선(STL) 등으로 이루어진다. 중계소에서는 방송파를 수신하여 그것을 재송신하는 방식(방송파중계), 방송 전의 신호를 유선 혹은 무선으로 받아서 그것을 송신하는 방식이 있다.

### 방송기
기상의 변화가 심하고 산악지형이 많은 대한민국에서 AM 라디오 방송은 대개 10~250㎾, FM 라디오 방송과 TV 방송은 1~50㎾ 가량의 출력으로 송신한다. 1년 내내 24시간 방송에 잘 견뎌야 하기 때문에 송신장비의 고장에 쉽게 방송이 중단되지 않도록 예비 송신장치가 마련되어 있다. 또한 종래의 진공관이 아닌 반도체에 의한 증폭기를 사용한 방송기에서는 다수의 방송기 모듈의 출력을 합성하는 방식이 주류를 이루고 있어, 증폭기 하나가 고장을 일으켜도 바로 방송이 중단되지는 않는다. 이런 경우 고장난 증폭기의 출력분을 다른 증폭기가 보완하도록 하고 있어, 정격출력에 여유를 가지게 하는 구성으로 되어 있다.
중계소에서는 대개 협소한 난시청 구역만을 담당하기 때문에 대개는 1㎾ 이하의 출력으로 송신한다. 다만 중계소는 대개 유지관리가 어려운 곳에 설치하는 관계로 최근에는 송신소와 같은 형태의 장치의 고장으로 쉽게 방송이 중단되지 않도록 되어 있다.

### 전파탑
전파를 송신하는 철탑으로, 송신소를 상징하는 시설이다. 방송을 위한 전파를 송신하는 안테나가 첨단부에 설치되어 있으며, 보통 전파간섭이나 건축물에 의한 전파의 방해를 피하기 위해 산 등의 고지대에 설치하는 경우가 많다. 고출력의 전파가 방출되기 때문에 주위에 전파장애가 발생하는 경우가 있다.
영어로는 마스트(mast)나 타워(tower)로 구분하여 부른다. 마스트는 수직으로 길쭉한 모양의 철탑으로, 여러개의 와이어가 철탑을 받쳐줘야 하기 때문에 송신소 부지가 넓어야하는 단점이 있으나 건설비가 적게 들어간다. 타워는 자립식 혹은 캔틸레버를 사용한 사각뿔 형태의 철탑이다. 대한민국에서는 AM 방송용 송신소는 마스트, FM·TV 방송용 송신소는 타워 형태의 철탑을 사용한다.

### 안테나
방송기의 출력을 방송파로 복사하기 위한 안테나는 방송권역과 송신기의 출력전력에 따라 적절한 이득과 방향성을 가진 것을 선택한다. 안테나에 따라서 틸트(tilt)시켜 사용하는 경우도 있다. 고출력 송신은 방송기가 대형인 만큼 경제적이지 못하며 유지관리비용이 커지는 관계로 가능한 실효복사전력(ERP)을 크게, 방송기의 출력전력을 작게 하도록 설계되어 있으나, 대형 안테나로 하면 할수록 또한 비경제적이기 때문에 양자를 절충하는 것이 매우 중요한 일이다. 특히 중계소의 안테나는 필요한 가청권역을 확보하여 다른 권역의 방송에 영향을 미치지 않게 하도록 주의깊게 선정된다. 통상 VHF 또는 UHF 안테나는 주위의 방해물을 피하기 위해 산 등 고지대의 철탑 위에 설치된다(AM 라디오 방송용의 송신소에 병설되는 경우도 있으나 대한민국에서 그러한 사례는 전무하다). 또한 AM·단파 라디오 방송용의 안테나는 접지저항이 적은 바닷가나 강가, 습지대 등에 수직으로 무지향성 안테나를 건설하는 경우가 많다. 다만 바닷가에 설치된 안테나의 경우 염해 등으로 부식이 발생하여 안테나의 수명이 짧아지는 문제점이 있다.

### 기타 설비
- 원격장치

연주소와 전용선,전화선,무선회선에 의해 연결되어, 연주소로부터 송신소의 각 기기의 제어를 수행할 수 있도록 되어 있다. 또한 각 기기의 상태에 관해서도 원격장치에 의해 연주소로 보고한다. 소규모 중계소에서는 통보기능만 있는 장치가 사용된다.
- 에어 모니터

송신소에 설치된 텔레비전·라디오 수상기.
- 비상용 스튜디오·조정실

특히 AM 라디오 송신소에서, 대규모 재해 등으로 연주소가 사용불능에 되는 사태를 대비하여 최소한의 방송을 계속할 수 있는 스튜디오를 설치한 경우가 있다.
- 예비전원장치(자가발전장치·무정전 전원장치)

전원공급이 중단되는 경우에서도 일정기간 방송을 계속할 수 있게 한다.
- 직원용 시설

특히 송신소에서는 직원이 일정기간 상주하여 근무하기 때문에 최소한의 시설을 갖추고 있는 경우가 많다. 구체적으로는 방송설비의 보수점검, 지진·태풍·홍수·해일·폭설 등의 자연재해 발생시, 혹은 이에 준하는 비상상황이 발생할 경우에 사용된다. 최근에는 송신소의 무인화를 추진하고는 있지만 예전에는 거의가 유인 체제였기 때문에 당시의 시설을 그대로 혹은개수하여 사용할 수 있게 하는 경우도 있다. 울릉도 등 환경이 열악한 곳에 설치된 중계소도 마찬가지이며, 만일의 사태에 대비한 식수·식량·의약품·침구류가 비축되어 있다.

## 사진

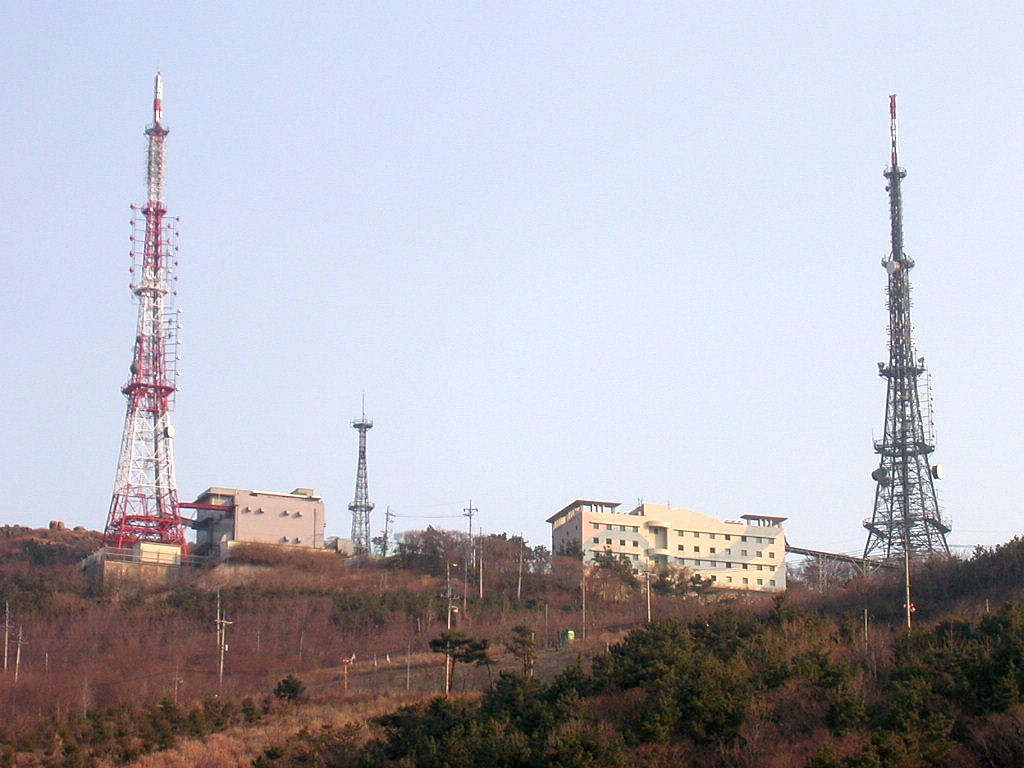
황령산 송신소. 좌측은 KNN, 우측은 KBS와 MBC가 공동으로 사용하는 철탑이다. TV와 FM라디오용 전파탑은 자립식 타워의 철탑을 쓴다.
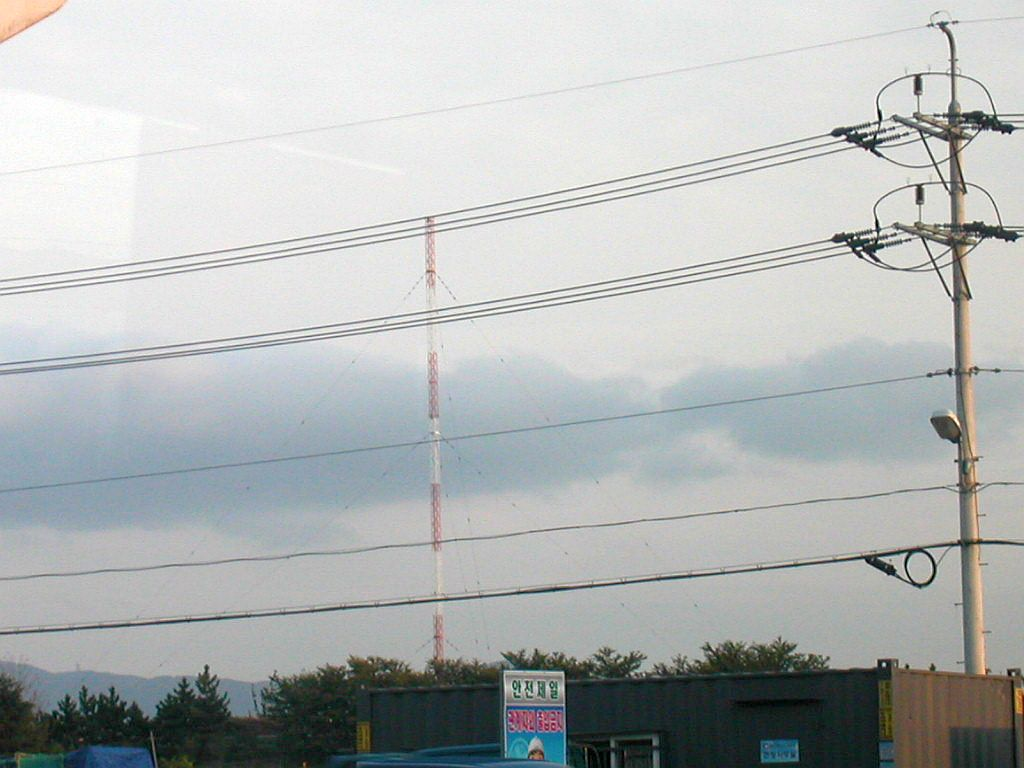
김해 송신소. AM 라디오를 송출하는 철탑은 대개 와이어로 지탱하는 마스트 형식의 철탑을 쓴다.
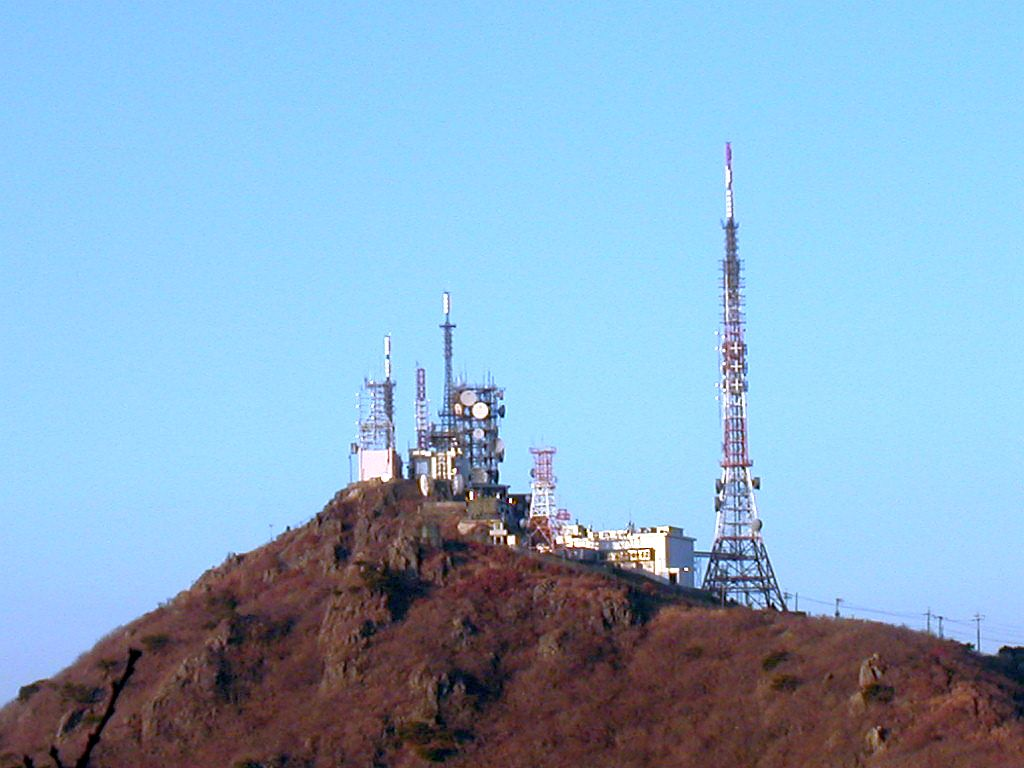
불모산 송신소. 방송국 이외에도 각종 통신을 위한 무선국과 기지국이 대거 위치해 있다.
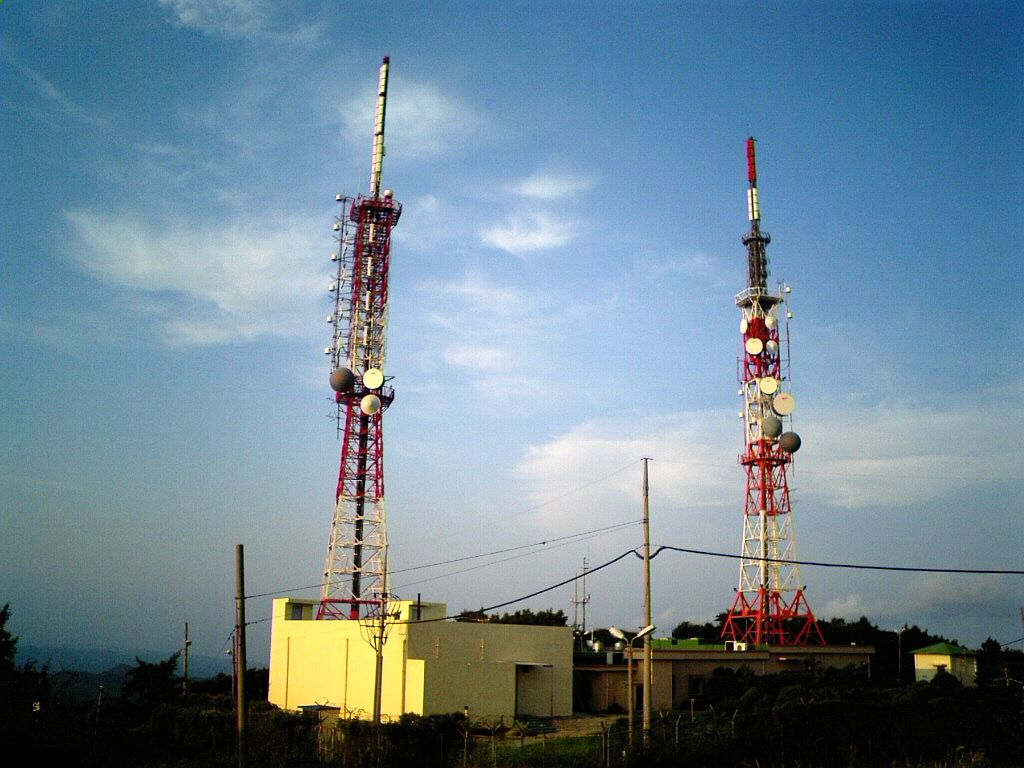
무룡산 송신소. KBS용 철탑과 ubc용 철탑이 같은 부지 내에 별도로 존재한다.
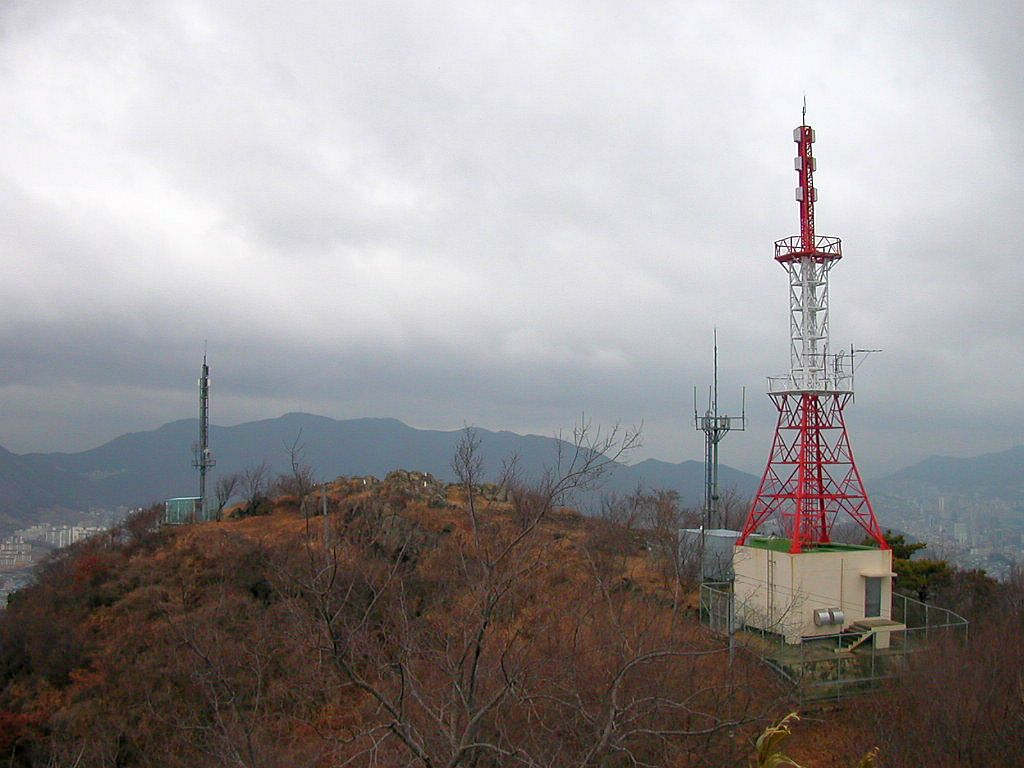
천마산 중계소. 1㎾ 미만의 출력으로 특정 지역을 커버하는 소형 중계소는 무인으로 운용한다.
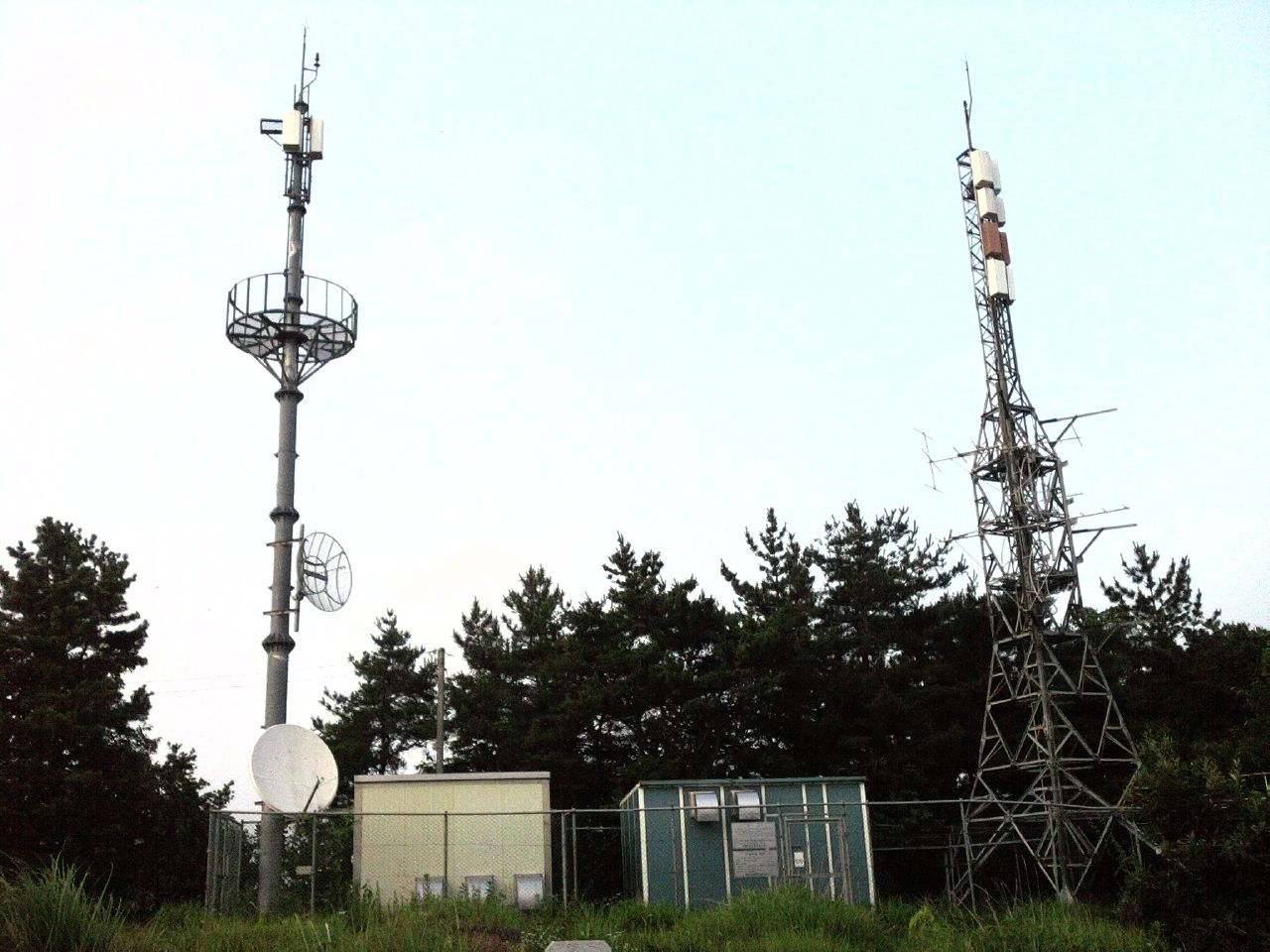
용등 중계소. 좌측의 폴(pole)형 철탑은 KNN, 우측의 자립식 철탑은 KBS가 사용한다.
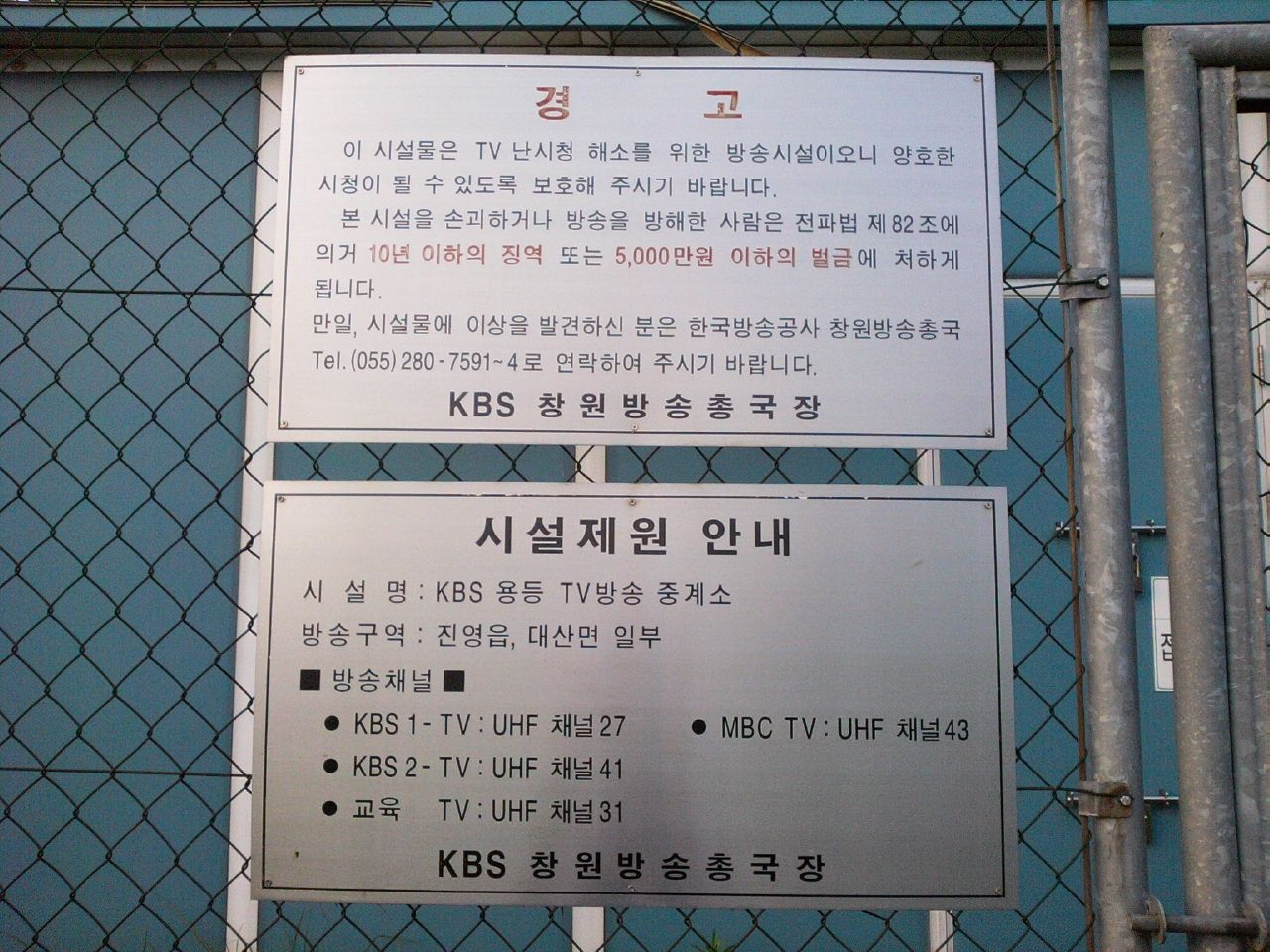
용등 중계소의 KBS측 안내판.
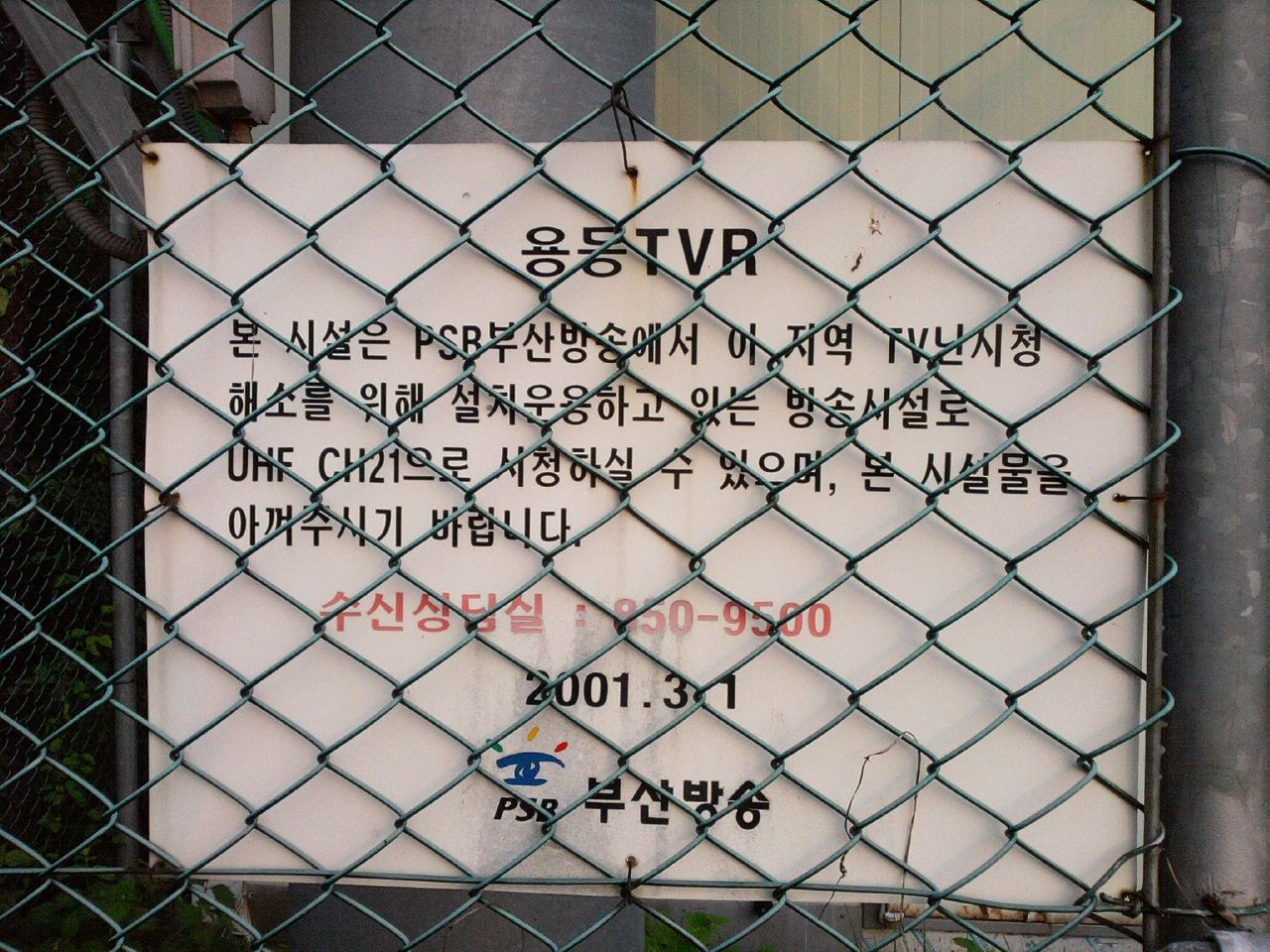
용등 중계소의 KNN측 안내판.
앞산 송신소. 맨 왼쪽의 철탑은 TBC가 사용하고 오른쪽 건너편 봉우리의 철탑은 KBS가 사용한다.
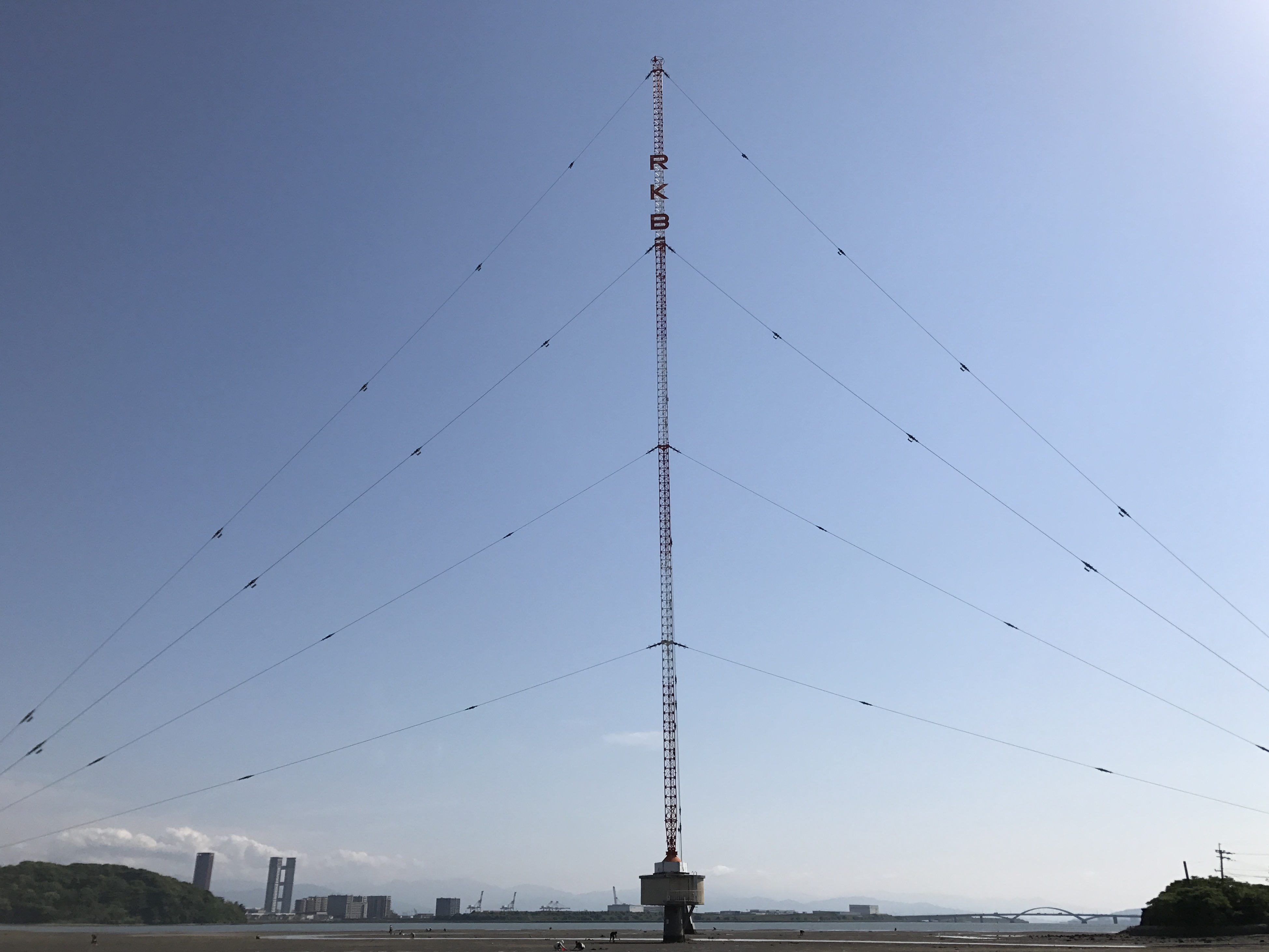
일본 규슈 와지로 개펄에 설치된 RKB 마이니치 방송 전용 송신탑.
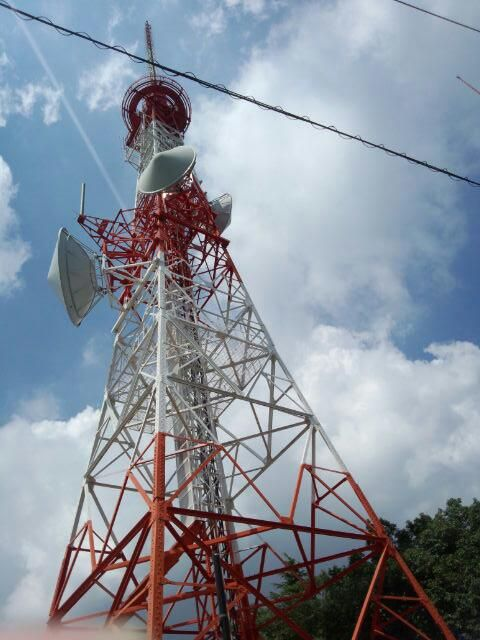
일본 나라현 이코마산에 설치된 NHK 전용 송신탑.

## 같이 보기
- 대한민국의 방송 송신소·중계소 목록